# Wilhelm (palatyn reński)
Wilhelm z Ballenstedt (ur. ok. 1112, zm. 13 lutego 1140 w Wormacji) – hrabia Weimaru-Orlamünde od 1124 i palatyn reński od 1125 z dynastii askańskiej.

## Życiorys
Wilhelm był synem hrabiego hrabia Weimaru-Orlamünde i palatyna reńskiego Zygfryda I z Ballenstedt i Gertrudy, córki margrabiego Fryzji i hrabiego Northeimu Henryka Grubego. Ojciec Wilhelma zmarł już w 1113, a jego starszy brat, także Zygfryd, w 1124. Cesarz Henryk V w 1125 krytykował postępowanie Wilhelma, jednak jego następca Lotar z Supplinburga wspierał Wilhelma, który był siostrzeńcem jego żony Rychezy. W 1126 Wilhelm pojawia się w źródłach jako palatyn reński. Funkcją tą musiał podzielić się z nim Gotfryd z Calw (Wilhelm samodzielne rządy przejął po śmierci Gotfryda). W 1136 Wilhelm wziął udział w cesarskiej wyprawie do Italii. W 1138 poparł nowo wybranego króla Konrada III Hohenstaufa. 2 lutego 1140 wziął udział w sejmie w Wormacji – kilka dni później, prawdopodobnie wciąż jeszcze w tym mieście, zmarł. Został pochowany w klasztorze Springiersbach. 
Wilhelm był żonaty z Adelajdą nieznanego obecnie rodu, jednak nie pozostawił żadnych potomków. Z tego powodu po jego śmierci dobra  Weimar-Orlamünde przypadły jego krewnemu Albrechtowi Niedźwiedziowi, a palatynat reński z nadania królewskiego przejął Henryk Jasomirgott.